# Araeognatha virgata
Araeognatha virgata là một loài bướm đêm trong họ Noctuidae.